# Onthophagus pilosus
Onthophagus pilosus är en skalbaggsart som beskrevs av Fahraeus 1857. Onthophagus pilosus ingår i släktet Onthophagus och familjen bladhorningar. Inga underarter finns listade i Catalogue of Life.